# Педжет, Джеймс
Сэр Джеймс Педжет (англ. Sir James Paget; 11 января 1814, графство Норфолк, Восточная Англия — 30 декабря 1899, Лондон) — британский хирург и патологоанатом, известен, в частности, изучением болезни Педжета. Считается наряду с Рудольфом Вирховом одним из основоположников патологоанатомии. Его имя прославили такие широко известные работы, как «Лекции об опухолях» (1851) и «Лекции по хирургической патологии» (1853). Кроме того, в честь него названы: экстрамамиллярный рак Педжета, псориатическая болезнь Педжета, юношеская болезнь Педжета, клетка Педжета, синдром Педжета — Шрёттера, абсцесс Педжета.
Член Лондонского королевского общества (1851), член-корреспондент Парижской академии наук (1885).

## Биография
Педжет родился в Грейт-Ярмуте 11 января 1814 года в большой семье пивовара и судовладельца Самьюэла Педжета и его жены Сары Элизабет (урожд. Толвер). Седьмой сын четы, старший брат Джеймса, — сэр Джордж Эдвард Педжет (1809—1892) — стал в 1872 году профессором физики в Кембриджском университете, а также сделал блестящую карьеру в медицине и удостоился ордена Бани. 
Джеймс Педжет посещал дневную школу Ярмута, по окончании которой ему прочили службу на военно-морском флоте, но этим родительским планам не суждено было сбыться: сын в 16 лет поступил учиться на врача общей практики. В течение четырёх с половиной лет занятий он всё свободное время посвящал ботанике и собрал большую коллекцию флоры Восточного Норфолка. В конце курса обучения совместно с одним из своих братьев опубликовал «Очерк естественной истории Ярмута и окрестностей».
В октябре 1834 поступил в качестве студента в больницу Святого Варфоломея в Лондоне. У студентов-медиков в те дни не было строгого контроля.
Джеймс Пейдж дружил с Чарльзом Дарвином и Томасом Генри Хаксли. Он был убеждённым христианином, но утверждал, что нет никакого конфликта между религией и наукой.